# Valle de la Virgen
Valle de la Virgen ist eine Ortschaft und eine Parroquia rural („ländliches Kirchspiel“) im Kanton Pedro Carbo der ecuadorianischen Provinz Guayas. Die Parroquia besitzt eine Fläche von 101,5 km². Beim Zensus im Jahr 2010 lebten 5230 Menschen im Verwaltungsgebiet.

## Lage
Die Parroquia Valle de la Virgen liegt im Tiefland nordwestlich von Guayaquil. Das Gebiet reicht im Westen bis zu den östlichen Ausläufern der Cordillera Costanera. Der etwa 50 m hoch gelegene Hauptort Valle de la Virgen befindet sich 9,5 km nordnordöstlich vom Kantonshauptort Pedro Carbo sowie 60 km nordwestlich der Provinzhauptstadt Guayaquil.
Die Parroquia Valle de la Virgen grenzt im Nordwesten an die Provinz Manabí mit der Parroquia Guale (Kanton Paján), im Norden an die Parroquia San Jacinto (Kanton Colimes), im Osten an den Kanton Santa Lucía, im Südosten an den Kanton Isidro Ayora sowie im Süden und im Westen an die Parroquia Pedro Carbo.

## Orte und Siedlungen
In der Parroquia gibt es neben dem Hauptort die Recintos Amancayales, Bellavista, Caña Brava, Cañal Común, Cascajal, Cerezal, El Bajo, La Estrella und La Saiba sowie den Sector San Lorenzo.

## Geschichte
Die Parroquia Valle de la Virgen wurde am 19. Dezember 1991 gegründet (Registro Oficial N° 836).